# ماسک N95

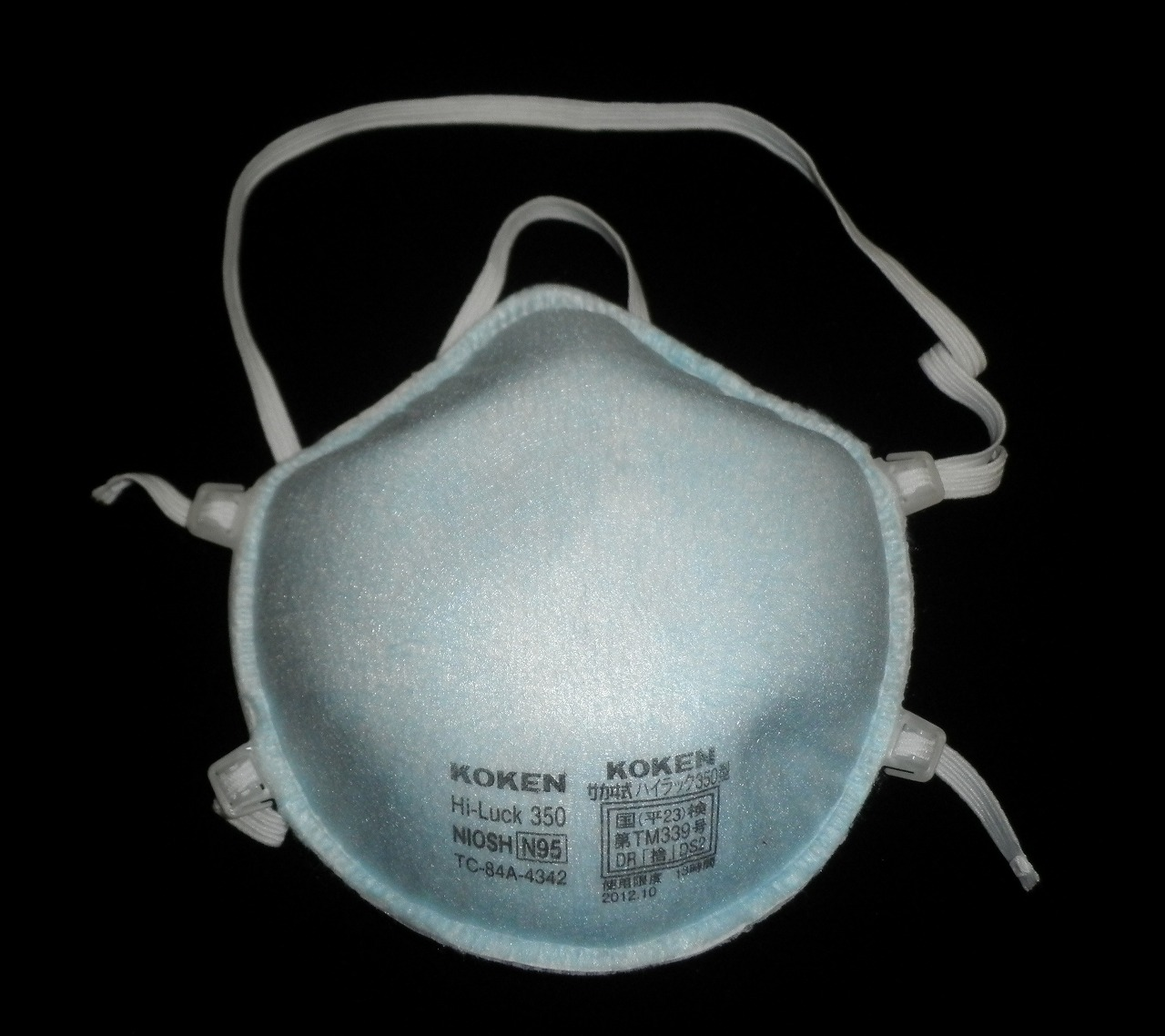
ماسک ان۹۵

ماسک ان۹۵ یک ماسک طبیِ پالایشگر ریز ذرات است. ان۹۵ بدان معناست که این ماسک حداقل ۹۵٪ ذرات معلق موجود در هوا را پالایش می‌کند. N95 رایج‌ترین ماسک طبیِ پالایشگر ریز ذرات است. این ماسک نمونه ای از یک ماسک طبی پالایشگر مکانیکی است که حفاظی در برابر ریز ذرات ایجاد می‌کند، نه گازها و نه بخارات.

### N95 چیست؟
N95 یک استاندارد آمریکایی است که نشان‌دهنده این است که ماسک دارای این استاندارد، دست‌کم جلوی ورود 95 درصد از ذرات ریز معلق در هوا را می‌گیرد.

### کاربرد های ماسک N95:
- محیط‌های صنعتی: در محیط‌های صنعتی به خصوص محیط هایی که آلاینده ها به صورت ریز ذرات معلق یا گرد و غبار زیادی وجود دارد.
- محیط‌های درمانی: محیط های درمانی به خصوص به منظور محافظت از کادر درمان در برابر ویروس ها و باکتری ها.
- محیط‌های شهری و آلوده: آلودگی های متداول شهری و ریز ذرات و گرد و غبار.[۳]

### انواع ماسک N95[۴]:
- ماسک N95 سوپاپ‌دار

این نوع ماسک دارای یک سوپاپ یک طرفه برا خروج هوای بازدم از داخل ماسک است که استفاده از ماسک را برای زمان های طولانی آسان تر می کند.
- ماسک N95 بدون سوپاپ

در این نوع ماسک سوپاپ یک طرفه به دلیل جلوگگیری از انتشار آلودگی از شخص ماسک زننده حذف شده است. این نوع ماسک معمولا برای محیط های بیمارستانی و جلوگیری از انتشار ویروس استفاده می شود.
- ماسک N95 سه‌بعدی یا فیش تایپ

دارای طراحی متفاوت و معمولا بدون سوپاپ است که تنفس را کمی راحت تر می کند.

### ماسک N95 چه ویژگی‌هایی دارد؟
این ماسک‌ها می‌بایست به طور کامل روی صورت بچسبد، نشتی نداشته باشند و آزمون نشت‌بندی هر بار قبل از استفاده انجام شود. این ماسک‌ها فرد را در برابر گرد و غبار، میست، فیوم، و بیو آئروسول محافظت می‌کند. ماسک‌های N95حداقل 95 درصد ذرات معلق با اندازه 3/0 میکرون را حذف میکند.
ماسک‎های ان 95 باید قابلیت‎های متعددی داشته باشند تا بتوانند چنین استانداردی را پشتیبانی کنند. ازجمله این قابلیت‌ها می‎توان به موارد زیر اشاره کرد:
- پوشش کامل ورودی دستگاه تنفسی: ماسک‎های ان-95 باید از بالای بینی تا زیر دهان (چانه) را بپوشانند. این کار باعث می‎شود تا تمامی هوای ورودی به دستگاه تنفسی تحت کنترل قرار گیرد و از ورود ویروس‌ها و دیگر ذرات معلق در هوا جلوگیری شود.
- عدم نشت هوا از اطراف ماسک: برای این که یک ماسک بتواند استاندارد N95 را به دست آورد، می‎بایست در تست نشتی شرکت کند. در این آزمایش که در آزمایشگاه‎های صنعتی انجام می‎شود، تست می‎کند که هوای ورودی به دستگاه تنفسی تنها از طریق ماسک وارد شود و از اطراف، بالا یا زیر ماسک هوایی وارد یا خارج نشود.
- داشتن فیلتر: ماسک‎های N95 باید حتماً فیلتر داشته باشند. کار فیلتر در ماسک این است که از ورود ذرات معلق ریز (مانند باکتری و ویروس) به دهان و بینی جلوگیری کند. فیلتر معمولاً در لایه‎های میانی ماسک به کار می‎رود و قابل مشاهده نیست. از این رو در هنگام خرید ماسک باید مراقب بود که ماسک را از شرکت‎های معتبر یا داروخانه‎های معتبر خریداری کرد؛ چرا که متأسفانه در بسیاری ماسک‌ها فیلتر قابل مشاهده نیست.

- گیره بالای بینی: یکی از مهم‌ترین نکات در خرید ماسک با استاندارد ان-95 این است که حتماً در بالای بینی گیره تعبیه شده باشد. این گیره نقش مهمی در جلوگیری از نشت هوا از اطراف ماسک دارد. گیره بالای بینی می‎تواند از بیرون ماسک دیده شود، اما در بیشتر مواقع در لایه‎های درونی ماسک قرار می‌گیرد تا پنهان بوده و به افزایش زیبایی ماسک کمک کند.
- سالم بودن ماسک: هر نوع آسیبی که به ماسک برسد، قطعاً روی نفوذناپذیری آن تأثیر خواهد گذاشت. از این رو اگر ماسک خریداری‎شده دارای مشکلی مانند زدگی یا پارگی بود، حتماً آن را به فروشنده بازگردانید.[۶]

### آیا ماسک N95 برای مقابله با کرونا مناسب است؟
اخیراً در پژوهشی که توسط محققان دانشگاه دوک در کارولینای شمالی صورت گرفته، 14 نوع ماسک مختلف از انواع پزشکی و صنعتی گرفته تا انواع کارگاهی و دست‌دوز مورد آزمایش قرار گرفته است.
در این پژوهش، پراکندگی قطرات از دستگاه تنفسی شرکت‌کنندگان در حالی که یکی از 14 نوع ماسک را استفاده می‌کردند با پراکندگی قطرات در شرایط بدون استفاده از ماسک مقایسه شده است.
نتیجه آزمایش 14 نوع ماسک از بهترین به بدترین عملکرد همراه با شماره روی عکس به شرح زیر است:
1. ماسک N95، بدون سوپاپ
2. ماسک جراحی (سه لایه)
3. ماسک کتان، پلی پروپیلن، کتان  (پلی پروپیلن یک نوع پلیمر است که از آن برای تهیه پارچه‌های بدون بافت استفاده می‌شود که امروزه به نام ملت بلون (Melt Blown) معروف بوده و نقش اصلی را در فیلتراسیون در ماسک ها دارد.)
4. ماسک پلی پروپیلنی دو لایه
5. ماسک دو لایه کتان (pleated style)(منظور از نوع style در واقع نوع الگوی مورد استفاده برای دوخت ماسک است که در نفوذ ذرات و پوشش‌دهی دهان و بینی و نحوه قرارگیری روی صورت مؤثر است.)
6. ماسک دو لایه کتان (pleated style)
7. ماسک N95 سوپاپ‌ دار
8. دو لایه کتان (Olston style)
9. نوع خاصی از ماسک یک لایه (Maxima AT)
10. یک لایه کتان (pleated style)
11. دو لایه کتان (pleated style)
12. ماسک بافتنی
13. نوعی از پارچه (Bandana)
14. نوعی دستمال گردن[۷]

### مقایسه با ماسک جراحی
ماسک جراحی یک وسیله یکبار مصرف و گشاد است که نوعی مانع فیزیکی بین دهان و بینی کاربر آن و آلودگی‌های احتمالی موجود در محیط اطراف ایجاد می‌کند. ماسک جراحی، اگر به شیوه درست زده شود، به منظور جلوگیری از قطرات بزرگ، مواد پاشیده شده، اسپری، یا هر چیز پخش شده‌ای که ممکن است حاوی ویروس و باکتری باشد به کار برده می‌شود. ماسک جراحی همچنین می‌تواند به کاهش تماس بزاق و ترشحات تنفسی فردی که ماسک زده است با دیگران کمک کند.
ماسک جراحی به گونه‌ای طراحی شده که ذرات بسیار ریز موجود در هوا را که ممکن است از طریق سرفه، عطسه یا برخی اقدامات پزشکی منتقل شوند فیلتر یا مسدود نمی‌کند. ماسک جراحی همچنین به دلیل اینکه کاملا به صورت نمی‌چسبد به طور کامل از فرد در برابر میکروب‌ها و سایر آلودگی‌ها محافظت نمی‌کند.